# Damir Maričić
Damir Maričić (n. Pula, 8 de febrero de 1959) fue un jugador de fútbol profesional croata que jugaba en la demarcación de delantero.

## Biografía
Damir Maričić debutó como futbolista profesional en 1976 con el HNK Hajduk Split a los 17 años de edad. Tras haber ganado la Copa de Yugoslavia en dos ocasiones, y una temporada más tarde fue fichado por el NK Zagreb. Posteriormente volvió al HNK Hajduk Split y al igual que anteriormente, volvió tras tres años al NK Zagreb tras haber ganado la Primera Liga de Yugoslavia. En 1983 fichó por el GNK Dinamo Zagreb, con quien ganó otra Copa de Yugoslavia. Tras una temporada fue traspasado al Tennis Borussia Berlin alemán. También jugó para el Freiburger FC, 1. FC Pforzheim y para el Offenburger FV antes de fichar por el BSC Old Boys suizo, club en el que se retiró profesionalmente en 1991 a los 32 años de edad.

## Clubes
| Club                   | País                | Año         | Partidos | Goles |
| ---------------------- | ------------------- | ----------- | -------- | ----- |
| HNK Hajduk Split       | Croacia             | 1976 - 1977 | 16       | 1     |
| NK Zagreb              | Croacia             | 1977 - 1978 | 11       | 1     |
| HNK Hajduk Split       | Croacia             | 1978 - 1981 | 26       | 4     |
| NK Zagreb              | Croacia             | 1981 - 1983 | 6        | 0     |
| GNK Dinamo Zagreb      | Croacia             | 1983 - 1984 | 4        | 0     |
| Tennis Borussia Berlin | Alemania Oriental   | 1985 - 1986 | 26       | 5     |
| Freiburger FC          | Alemania Occidental | 1987 - 1988 | 34       | 8     |
| 1. FC Pforzheim        | Alemania Occidental | 1988 - 1989 | 34       | 2     |
| Offenburger FV         | Alemania Occidental | 1989 - 1990 | 34       | 8     |
| BSC Old Boys           | Suiza               | 1990 - 1991 | ¿?       | ¿?    |

## Palmarés
HNK Hajduk Split
- Copa de Yugoslavia (2): 1976 y 1977
- Primera Liga de Yugoslavia: 1979

GNK Dinamo Zagreb
- Copa de Yugoslavia: 1983